# Drilliidae
 Drilliidae Olsson, 1964 è una famiglia di molluschi gasteropodi della sottoclasse Caenogastropoda.

## Descrizione
La famiglia Drilliidae è un gruppo ricco di specie di gasteropodi marini, che mostra un alto grado di diversificazione anche rispetto ad altre famiglie della superfamiglia Conoidea.
La conchiglia ha una forma claviforme con una guglia alta. In molte specie, il canale sifonico è troncato. L'apertura è a forma di U con un callo parietale. La scultura della conchiglia mostra nervature assiali prominenti con una superficie lucida. La maggior parte delle specie ha una varice dorsale (elevazione trasversale). La protoconca può essere liscia o molto carenata. L'opercolo ovato ha un nucleo terminale.
Il carattere più distintivo di questa famiglia è costituito dalla sua radula, che è detta appunto "radula di tipo Clavidae". Essa è formata da cinque denti in ciascuna fila trasversale, (formula radulare 1+1+1+1+1) comprendente un dente centrale vestigiale, due grandi denti laterali a pettine e due denti marginali a lama piatta.
Come la maggior parte degli altri conoidi, i Drilliidi possiedono una ghiandola velenifera; tuttavia, il meccanismo di rilascio del veleno noto dalle lumache coniche, cioè l'uso del dente marginale trasformato in un arpione cavo, non è disponibile per i Drilliidae perché i loro denti marginali sono piatti e non possiedono un canale chiuso.

## Distribuzione e habitat
La famiglia è presente principalmente nelle acque tropicali, dove raggiunge un'elevata diversità sia nell'Oceano Atlantico che nel Pacifico indo-occidentale.

## Tassonomia

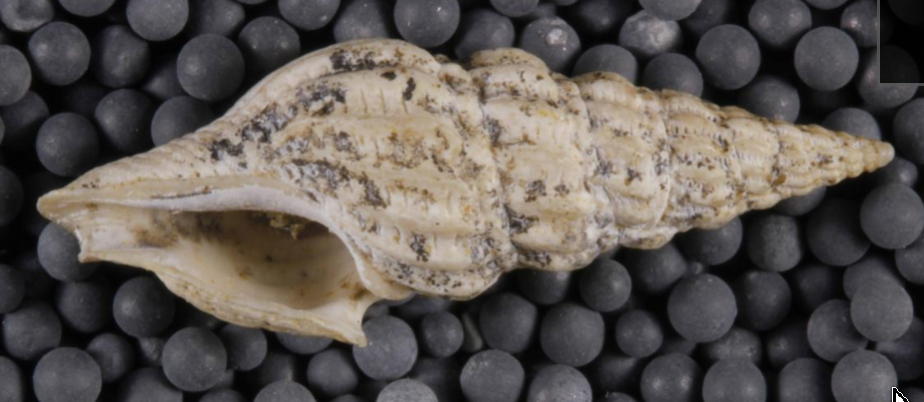
Agladrillia callothyra

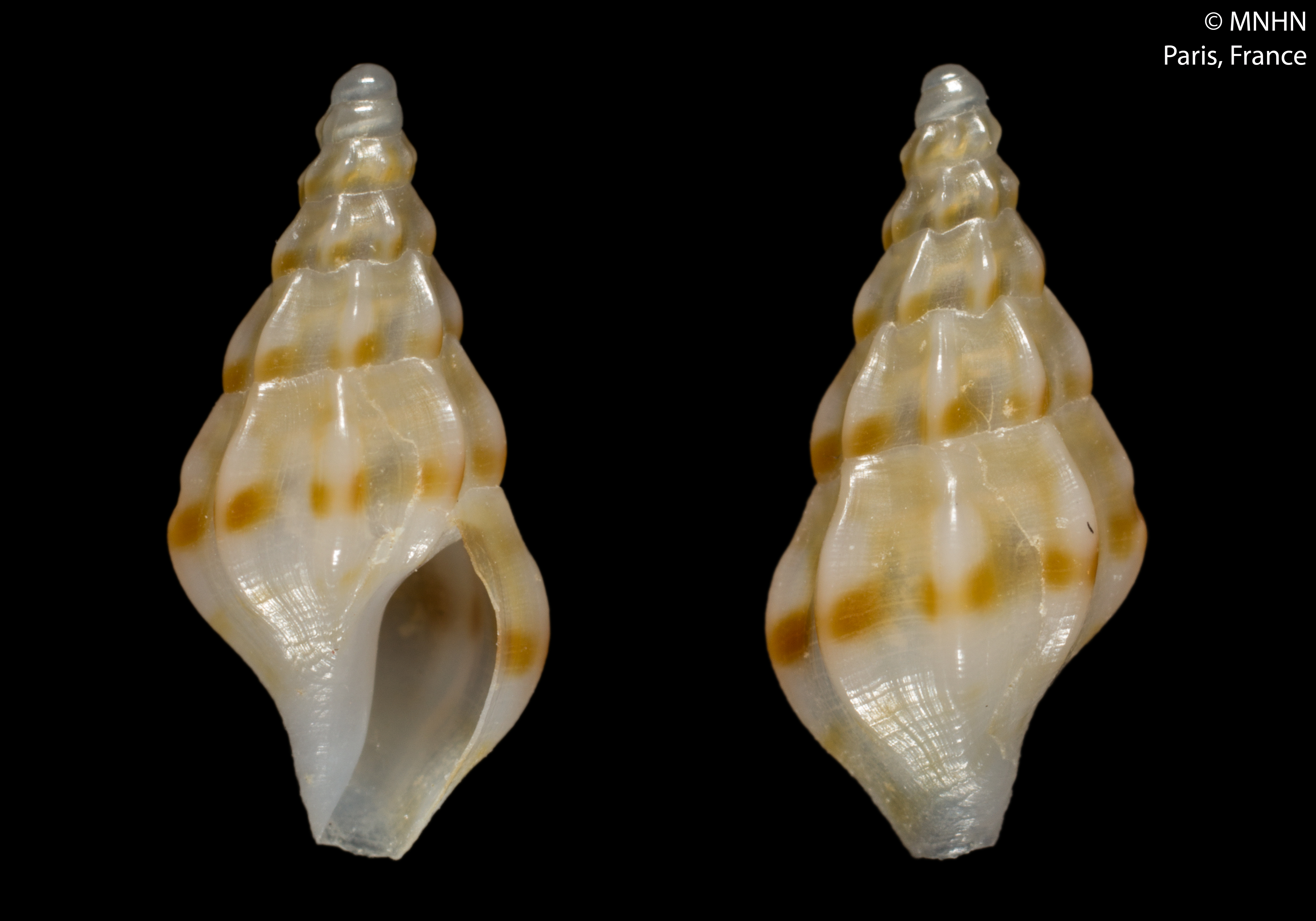
Bellaspira tricolor

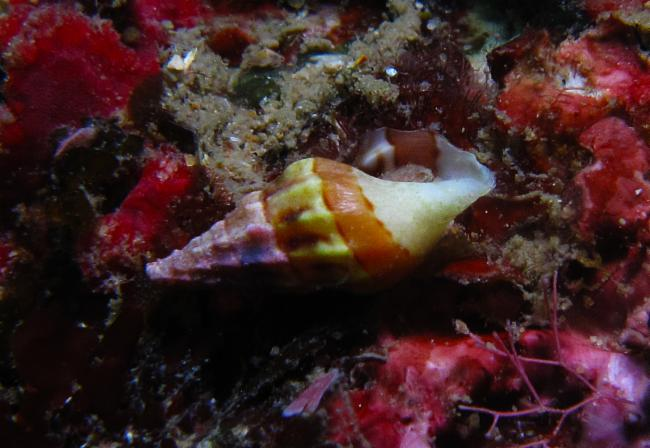
Clavus unizonalis

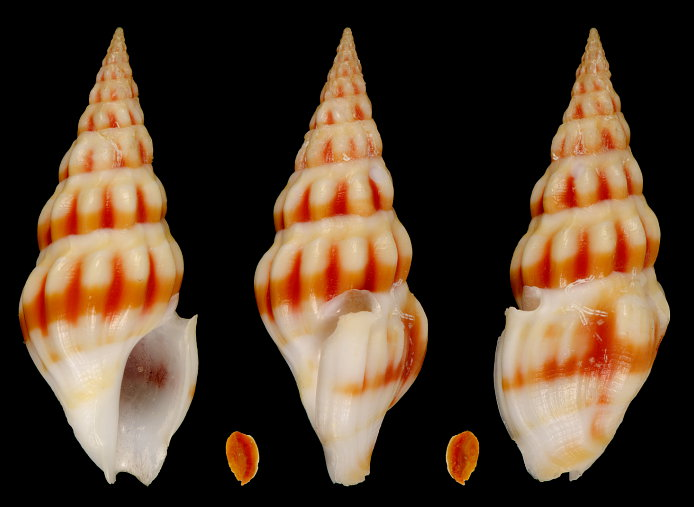
Fenimorea kathyae

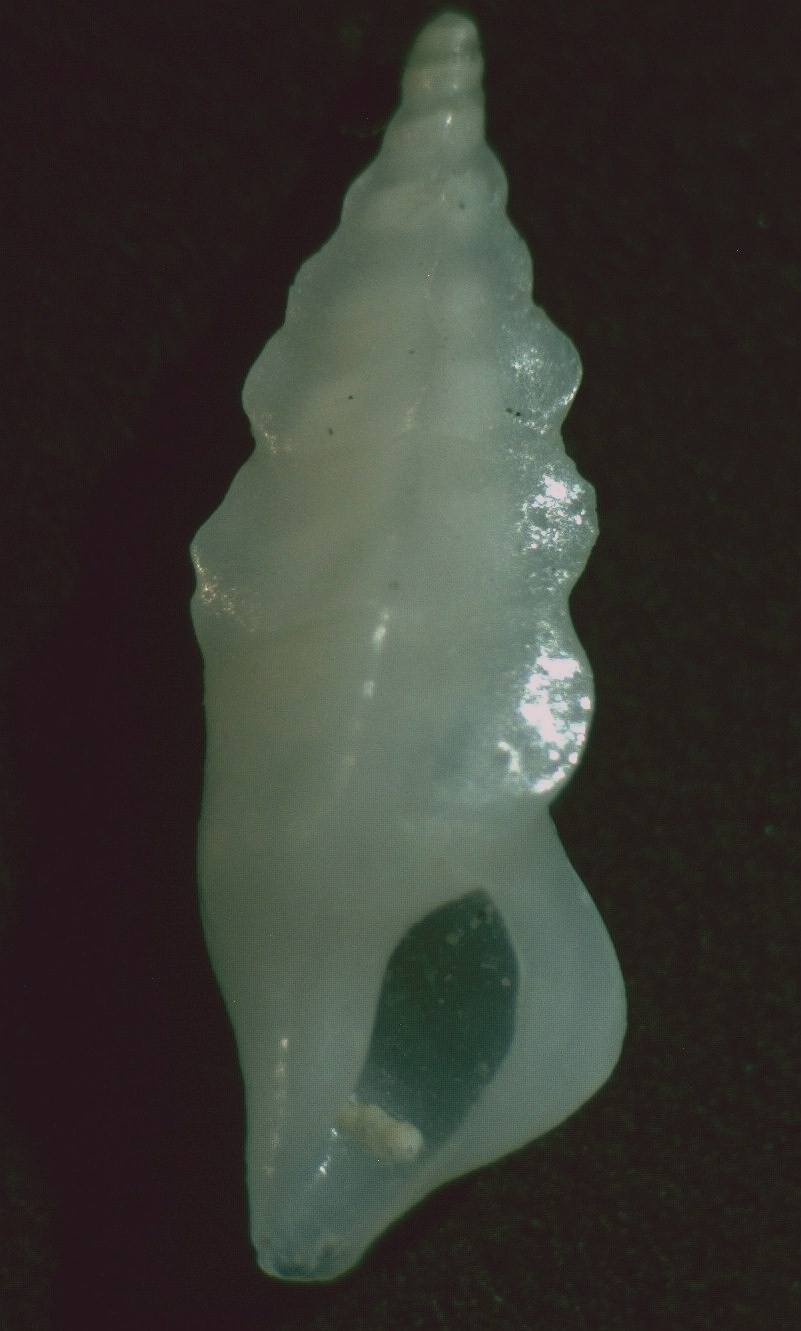
Plagiostropha opalus

La famiglia risulta composta da 37 generi, di cui due fossili:
- Genere Acinodrillia Kilburn, 1988
- Genere Agladrillia Woodring, 1928
- Genere Bellaspira Conrad, 1868
- Genere Calliclava McLean, 1971
- Genere Cerodrillia Bartsch & Rehder, 1939
- Genere Clathrodrillia Dall, 1918
- Genere Clavus Montfort, 1810
- Genere Conopleura Hinds, 1844
- Genere Crassopleura Monterosato, 1884
- Genere Cruziturricula Marks, 1951
- Genere Cymatosyrinx Dall, 1889
- Genere Decoradrillia Fallon, 2016
- Genere Douglassia Bartsch, 1934
- Genere Drillia Gray, 1838
- Genere Elaeocyma Dall, 1918
- Genere Eumetadrillia Woodring, 1928
- Genere Fenimorea Bartsch, 1934
- Genere Fusiturricula Woodring, 1928
- Genere Globidrillia Woodring, 1928
- Genere Hauturua Powell, 1942
- Genere Imaclava Bartsch, 1944
- Genere Iredalea Oliver, 1915
- Genere Kylix Dall, 1919
- Genere Leptadrillia Woodring, 1928
- Genere Lissodrillia Bartsch & Rehder, 1943
- Genere Neodrillia Bartsch, 1943
- Genere † Nitidiclavus  M. P. Bernasconi & Robba, 1984
- Genere Orrmaesia Kilburn, 1988
- Genere Paracuneus Laseron, 1954
- Genere Plagiostropha Melvill, 1927
- Genere † Pleurofusia de Gregorio, 1890
- Genere Sedilia Fargo, 1953
- Genere Spirotropis Sars, 1878
- Genere Splendrillia Hedley, 1922
- Genere Stenodrillia Korobkov, 1955
- Genere Syntomodrillia Hedley, 1922
- Genere Wairarapa Vella, 1954